# دونالد هاريس (ملحن)
دونالد هاريس (بالإنجليزية: Donald Harris)‏ هو ملحن أمريكي، ولد في 7 أبريل 1931 في سانت بول في الولايات المتحدة، وتوفي في 29 مارس 2016 في كولومبوس في الولايات المتحدة.

## وصلات خارجية
- دونالد هاريس على موقع ميوزك برينز (الإنجليزية)
- دونالد هاريس على موقع ديسكوغز (الإنجليزية)